# Open matte

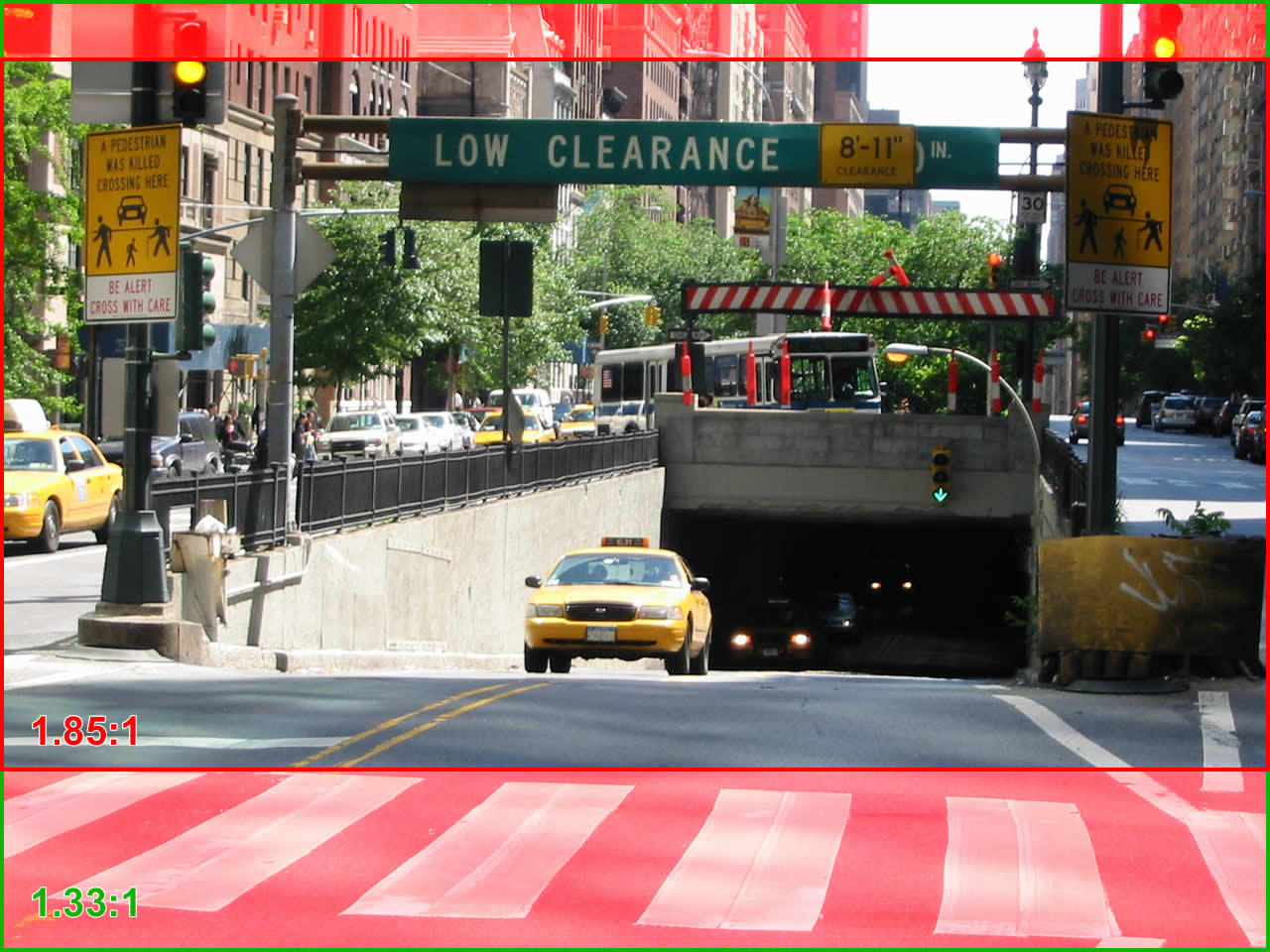
Ejemplo de open matte con una ligera distorsión hacia arriba de la sección de la imagen.

El open matte (o mate abierto) es una técnica de filmación que consiste en matizar la parte superior e inferior del fotograma de la película en el proyector (conocido como soft matte) para el estreno en pantalla ancha, y luego escanear la película sin matiz (en formato académico) para el estreno en vídeo doméstico a pantalla completa.
El mate abierto puede utilizarse con películas no anamórficas presentadas en 2.20:1 o 2.39:1, pero no se utiliza con tanta frecuencia, principalmente porque añade demasiado espacio adicional, dependiendo de lo bien que se haya protegido el encuadre o de si el director decide crear una determinada estética visual. En su lugar, esas películas emplean el pan and scan o el reencuadre utilizando las zonas bien protegidas o las zonas de interés. Las películas rodadas anamórficamente utilizan todo el fotograma de 35 mm (excepto la zona de la banda sonora), por lo que deben utilizar panorámica (pan) y exploración (scan).

## Historia
La aparición de nuevas tecnologías de exhibición cinematográfica en la década de 1950, como el Cinerama y las lentes anamórficas, llevó a rodar relaciones de aspecto amplias para las películas de cine. Esto coincidió con el auge de la televisión y los medios de comunicación domésticos con una relación de aspecto muy diferente y estrecha de 4:3. Para evitar el letterboxing en los estrenos, las películas se reencuadran y se recortan plano a plano para que encajen adecuadamente en la pantalla completa con el aspecto 4:3, con un proceso llamado pan and scan. Por lo tanto, sólo se emite una pequeña porción recortada del fotograma teatral.
A lo largo de los años, muchas películas han utilizado la técnica del open matte para los lanzamientos de vídeo doméstico y las emisiones de televisión, entre las que destacan:
- Willy Wonka y la fábrica de chocolate (1971)
- La trilogía de Regreso al futuro (1985)
- Top Gun (1986)
- Depredador (1987)
- La trilogía de Parque Jurásico (1993)
- El fugitivo (1993)
- La lista de Schindler (1993)
- Titanic (1997)

Muchas otras películas han sido especialmente formateadas para la relación de aspecto ampliada de IMAX de 1,90:1 y 1,43:1. Stanley Kubrick también utilizó esta técnica para sus tres últimas películas El resplandor (1980), La chaqueta metálica (1987) y Eyes Wide Shut (1999). Son también ejemplos de open matte:
- Desmadre a la americana (1978) y The Blues Brothers (1980) de John Landis
- Batman Forever (1995) y Batman y Robin (1997) de Joel Schumacher
- Selena (1997) de Gregory Nava
- Spider-Man (2002) de Sam Raimi
- Windtalkers (2002) de John Woo
- La Prueba (2003) de Roger Donaldson
- Asalto al tren Pelham 123 (2009) de Tony Scott
- La Liga de la Justicia (2021) de Zack Snyder

Películas como Terminator 2: El Juicio Final (1991) de James Cameron, La Roca (1996) de Michael Bay y Minority Report (2002) de Steven Spielberg, todas ellas rodadas en Super 35, también utilizan la técnica del open matte, pero mezclada con la de pan and scan debido a que los efectos visuales se representan en una relación de aspecto más amplia.

## Open matteypan and scan
El pan and scan es un proceso importante para optimizar la presentación de la película para su visualización en casa y en la televisión. Para la HDTV, se realiza una combinación de zum y recorte de una parte del fotograma, normalmente de acuerdo con los detalles más importantes de una toma. El pan and scan puede realizarse en un máster Scope (2.40:1) para una película, o incluso en la versión open matte.
El open matte ayuda en el proceso de paneo y escaneo, ya que hay más imagen con la que trabajar, y utilizar la imagen extra en la parte superior e inferior para llenar una pantalla de 16:9 para las emisiones de HDTV. Además, los cineastas pueden optar por lanzar la versión open matte para el lanzamiento de una película en vídeo doméstico en "pantalla ancha", como en el caso de Avatar de James Cameron y el lanzamiento en Blu-ray 3D de Titanic.

## Uso
Normalmente, las películas no anamórficas de 4 aumentos se filman directamente en el fotograma completo de la puerta de apertura silenciosa (1,33:1). Cuando se crea una copia casada, este fotograma es ligeramente recortado por la línea de fotogramas y la banda sonora óptica hasta alcanzar la proporción Academy (1,37:1). A continuación, el proyector de cine utiliza una máscara de apertura para matizar suavemente el fotograma de la Academia a la relación de aspecto prevista (1,85:1 o 1,66:1). Cuando se crea el máster de vídeo a pantalla completa 4:3, muchos cineastas prefieren utilizar el fotograma completo de la Academia ("open matte") en lugar de crear una versión de paneo y escaneo dentro del encuadre 1.85. Dado que el encuadre se incrementa verticalmente en el proceso de open matte, la decisión de utilizarlo debe tomarse antes del rodaje, para que el operador de cámara pueda encuadrar para 1,85:1 y "proteger" para 4:3; de lo contrario, podrían aparecer objetos no deseados, como micrófonos de brazo, cables y soportes de luz, en el encuadre open matte, lo que requeriría una cierta cantidad de paneo y escaneo en algunas o todas las escenas. Además, la versión 4:3 sin matizar puede desviar un plano que, de otro modo, estaría bien encuadrado y añadir una cantidad desmesurada de espacio libre por encima de los actores (sobre todo con 1.85:1), dependiendo de lo bien que se haya protegido el encuadre o de si el director decide crear una determinada estética visual. Ahora que la televisión de alta definición es de uso común (con su relación de aspecto estandarizada de 16:9 (1,78:1)), la necesidad de reformatear las películas de 1,85:1 para su visualización en televisión prácticamente se ha evaporado, aunque las emisiones de televisión siguen reformateando las películas de 2,39:1 mediante el uso de mate abierto o paneo y escaneo. En el caso de las películas con relaciones de aspecto más amplias (2.39:1, por ejemplo), las barras de mate aparecen en la parte superior e inferior de la pantalla de la imagen emitida, preservando así la intención de encuadre de cada director.